# La testa di bronzo
La testa di bronzo ossia La capanna solitaria è un'opera in due atti di Saverio Mercadante, su libretto di Felice Romani. La prima rappresentazione ebbe luogo al Teatro del barone di Lisbona il 3 dicembre 1827. L'opera piacque.
Gli interpreti della prima rappresentazione furono:
| Personaggio | Interprete                  |
| ----------- | --------------------------- |
| Adolfo      | Giovanni Orazio Cartagenova |
| Floresca    | Giuseppina Tuvo             |
| Federico    | Jean-Baptiste Montrésor     |
| Ermanno     | Gaspare Martinelli          |
| Riccardo    | Pietro Massini              |
| Tollo       | Benedetto Torri             |
| Anna        | Teresa Zappucci             |

Lo stesso libretto era stato usato per un'opera di Carlo Evasio Soliva, rappresentata al Teatro alla Scala di Milano il 3 settembre 1816.
Nel 1842 avviene la prima con successo al Teatro alla Scala di Milano diretta da Eugenio Cavallini.

## Trama
La scena è parte nel palazzo di Adolfo in Presburgo, parte nelle vicinanze di Heilsbrunn in riva al Danubio.

### Atto I
Fervono i preparativi per le nozze tra Adolfo e Floresca, che in realtà è sposata segretamente con il capitano Federico. Nell'introduzione i Giardinieri addobbano una sala con delle ghirlande e il servo di corte Tollo è preoccupato perché non tutto è in ordine, inoltre tenta di insegnare, con scarso successo, una serenata comica per Floresca. Uno squillo di trombe annuncia l'ingresso del principe Adolfo accompagnato da Ermanno che cerca di dissuaderlo dal sposarsi con Floresca, ricordandogli di un antico amore con una certa Elisa dalla quale aveva forse avuto un figlio. Nella scena successiva Ermanno parla con Riccarso, un ufficiale delle guardie e gli spiega come voglia evitare il matrimonio tra il Principe e Floresca.
Entra in scena Floresca (cavatina "A così tenere prove d'amore) che mostra il suo scontento per l'imminente matrimonio fino a quando giunge Tollo con il coro che tentano di intonare la serenata ottenendo un risultato comico. Giunge quindi Ermanno che spiega a Floresca che ha predisposto la fuga per Federico la sera stessa, allora la fanciulla chiede di poterlo vedere: Ermanno mette in bocca a una testa di bronzo una chiave, la gira, e dal trabocchetto viene fuori Federico (fatto nascondere in anticipo da Ermanno stesso). I tre personaggi iniziano con un terzetto che si conclude, allo squillare delle trombe, con un addio.
La scena è vuota ed vi fa ingresso Tollo, intento a spazzare le teste di bronzo fino a quando, per errore, gira la chiave e dal trabocchetto viene fuori Federico dando vita al duetto Taci, o ch'io t'ammazzo. Arrivano nella scena altre persone quindi Federico prende il mantello di Tollo, lo fa entrare nel nascondiglio e scappa.
Nella scena successiva il coro innegia il principe Adolfo, che durante il recitativo corteggia Floresca. Un rumore proveniente dal trabocchetto scombussola la situazione, ed è ciò che dà inizio al finale del primo atto. Adolfo indaga mentre gli altri temono che il principe possa scoprire il loro piano; Ermanno, l'unico a conoscere il trabocchetto viene attaccato da Adolfo e nella stretta conclusiva Questo giorno di sciagura! non resta che riflettere su quanto si avvenuto in quel giorno.

### Atto II
I giardinieri e Tollo si recano vicino ad una capanna mentre cercano Federico, sul quale è posta una taglia.Tollo parla con Anna sua zia, alla quale chiede ospitàlità dopo l'inizio di una tempesta. Giunge Federico che cerca di scacciare le smanie che lo attanagliano (Cessate, oh dio, cessate); inizialmente vuole entrare nella capnna, ma capisce che si parla di lui al suo interno e quindi rimane fuori. Escono i giardinieri e Tollo che vede Federico e lo consegna ai compagni. Sopraggiunge però Floresca che travestita da capitano salva l'amato. Successivamente si rivela e dal duetto nasce un terzetto con l'arrivo di Ermanno che aveva predisposto un battello per attraversare il Danubio. I piani vengono scombussolati dall'arrivo di Adolfo che dopo aver riconosciuto Floresca, ancora in abiti virili, arresta Federico.
Nella scena rimangono soli Tollo e Anna, la quale gli rivela di aver riconosciuto in Federico un trovatello che tempo addietro aveva allattato. Dal recitativo di Riccardo si annuncia che Federico è stato condannato a morte.
Inizia un quintetto (Lasciatemi!) e le richieste di clemenza verso Federico non sono accolte, fino a quando Eramanno non rivela ad Adolfo che il condannato è in realtà suo figlio, avuto da Elisa. Ormai è troppo tardi: una scarica di moschetti annuncia la morte di Federico. Floresca ha un mancamento e dopo essersi risvegliata nell'aria (Dove son?) piange la morte del consorte, ma viene interrotta da grida di gioia. Riccardo, informato da Ermanno, aveva fatto caricare a salve i fucili.
Termina così l'opera con il coro Di lieti suonino!

## Struttura musicale
- Sinfonia

### Atto I
- Introduzione Su, compagni, non v'incresca (Coro, Tollo, Adolfo, Ermanno)
- Cavatina di Floresca A così tenere ~ prove d'amore
- Terzetto Federico-Floresca-Ermanno Pur ti abbraccio!
- Duetto Federico-Tollo Ermanno!
- Coro Viva, viva il nostro principe
- Finale I Ah! respiro: non è lui (Floresca, Ermanno, Riccardo, Coro, Adolfo, Tollo)

### Atto II
- Introduzione Già la notte si avvicina (Coro, Tollo)
- Aria Tollo Figuratevi una festa (Tollo, Anna, Coro)
- Aria Federico Cessate, oh dio! Cessate
- Terzetto Floresca-Federico-Ermanno Federico! mi ravvisa (Floresca, Federico, Ermanno, Riccardo, Coro)
- Terzetto Adolfo-Floresca-Federico Voi contessa! In quelle spoglie (Adolfo, Floresca, Riccardo, Federico)
- Quintetto Lasciatemi / Fermate (Floresca, Adolfo, Tollo, Anna, Ermanno)
- Finale II Dove son? Vivo ancora? (Floresca, Anna, Tollo, Coro, Adolfo, Federico, Ermanno, Riccardo)

## Organico orchestrale
La partitura di Saverio Mercadante prevede:
- Flauti
- Oboi
- Clarinetti
- Fagotti
- Corni
- Trombe
- Tromboni
- Timpani
- Violini I
- Violini II
- Viole
- Violoncelli
- Contrabbassi